# Jaźwiny (powiat sierpecki)
Jaźwiny – wieś w Polsce położona w województwie mazowieckim, w powiecie sierpeckim, w gminie Szczutowo. Ma status sołectwa.

## Podział administracyjny
W latach 1975–1998 miejscowość administracyjnie należała do województwa płockiego.

## Demografia
Według spisu powszechnego z 1921 w kolonii Jaźwiny było 21 budynków i 121 mieszkańców, spośród których 77 deklarowało się jako osoby wyznania rzymskokatolickiego i 44 wyznania ewangelickiego.
Według Narodowego Spisu Powszechnego (III 2011 r.) wieś liczyła 62 mieszkańców.